# Antun Pogačnik
Antun "Toni" Pogačnik (Livno, 6. siječnja 1913. – Bali, 21. svibnja 1978.), hrvatski nogometaš, reprezentativac i trener. 

## Klupska karijera
Karijeru započeo kao 18-godišnjak u sarajevskom SAŠK-u 1931. Godine 1934. prelazi u Građanski u Zagrebu, a klupsku karijeru završava u također u Zagrebu nastupavši od 1938. do 1941. za Concordiju.

## Reprezentativna karijera
Za jugoslavensku reprezentaciju odigrao je dvije utakmice 1937. godine protiv Turske (3:1) i protiv Rumunjske (2:1), obje u Beogradu, a za hrvatsku reprezentaciju odigrao je samo jednu utakmicu, protiv Njemačka u Beču 15. lipnja 1941. godine (1:5).

## Trenerska karijera
Nakon igračke karijere bio je trener klubova Metalac Zagreb, Partizan Beograd i Grasshopper Club Zürich.
Na Olimpijskim igrama 1952. godine bio je član stručnog stožera jugoslavenske reprezentacije, koja je osvojila srebrenu medalju. Nedugo nakon toga seli u Indoneziju, gdje je bio izbornik indonezijske nogometne reprezentacije u njezinom najuspješnijem razdoblju. On je jedini izbornik koji je indonezijsku reprezentaciju odveo na Olimpijske igre. Bilo je to u Melbourneu 1956. godine gdje indonezijska reprezentacija bilježi i svoj najveći uspjeh, kada su u četvrtfinalu odigrali neriješeno 0:0 s reprezentacijom SSSR-a koja je u ponovljenom susretu ipak slavila 4:0 i na kraju osvojila zlatnu olimpijsku medalju predvođena nogometnim velikanom Lavom Jašinom. U sklopu europske pripremne turneje za ove Olimpijske igre Pogačnik je odigrao s indonezijsku reprezentacijom i utakmicu protiv Hrvatske u Zagrebu. Bila je to jedina međunarodna utakmica koju je hrvatska reprezentacija odigrala u vrijeme dok je bila sastavni dio Jugoslavije.